# Taucha (Sachsen-Anhalt)

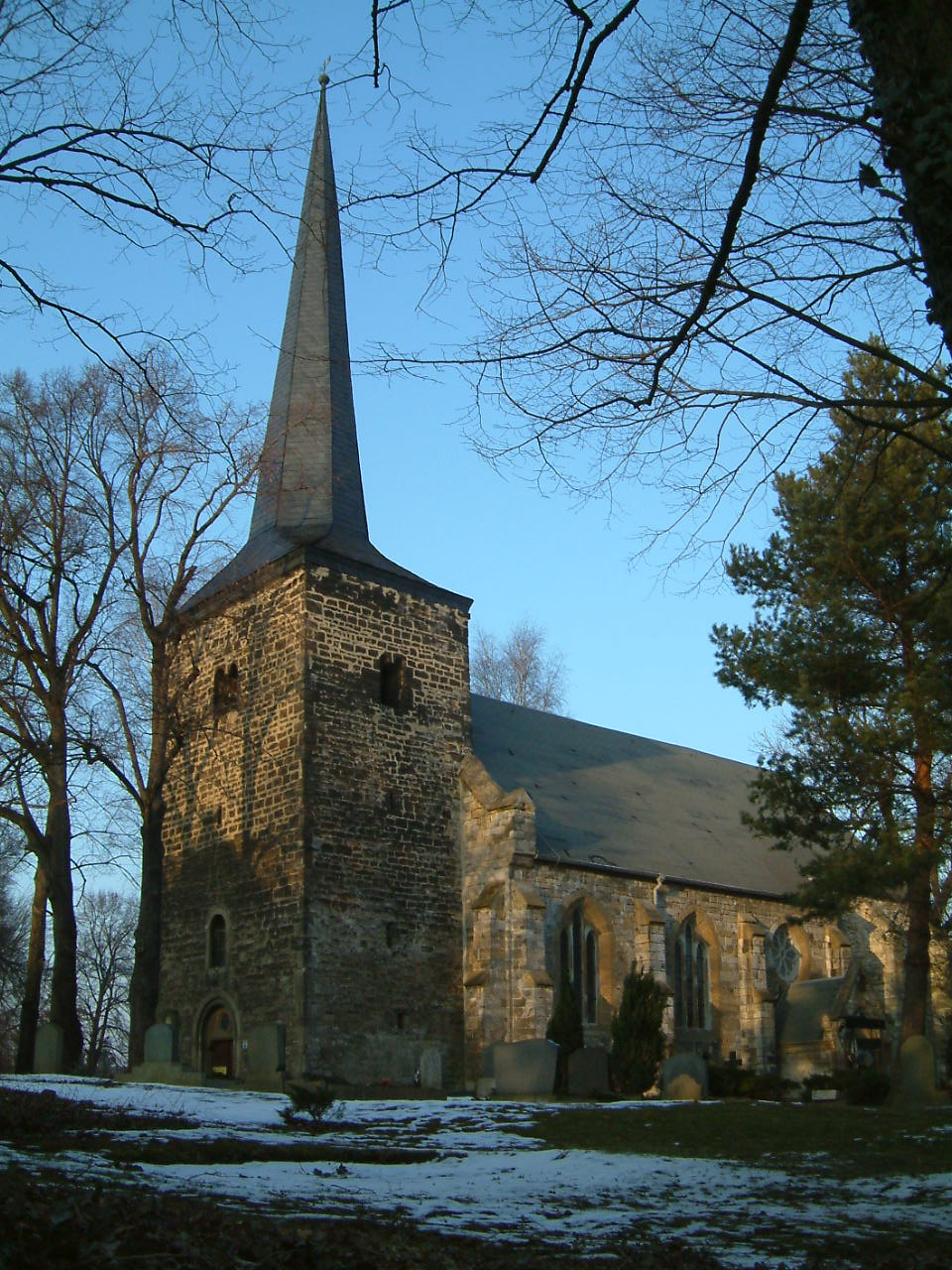
Biserica

Taucha (Sachsen-Anhalt) este o comună din landul Saxonia-Anhalt, Germania.